# بوب باول
بوب باول (بالإنجليزية: Bob Powell)‏ هو فنان أمريكي، ولد في 6 أكتوبر 1916 في بوفالو في الولايات المتحدة، وتوفي في 1 أكتوبر 1967 في هنتنغتون في الولايات المتحدة بسبب سرطان.